# Żuchowce
Żuchowce (biał. Жухаўцы; ros. Жуховцы) – wieś na Białorusi, w obwodzie brzeskim, w rejonie kobryńskim, w sielsowiecie Ostromecz.
Dawniej wieś i majątek ziemski. W dwudziestoleciu międzywojennym Żuchowce leżały w Polsce, w województwie poleskim, w powiecie kobryńskim.